# Deutsches Biographisches Archiv
Das Deutsche Biographische Archiv (DBA oder DbA) ist eine vom Verlag K. G. Saur initiierte Sammlung von Artikeln aus biographischen Nachschlagewerken des 18. bis 20. Jahrhunderts.

## Geschichte
Die im Wege der Retrokumulation hergestellte Mikroficheausgabe erschien von 1982 bis 1985 auf 1.447 Fiches. Das DBA I enthält 480.000 biographische Artikel zu 213.000 Personen aus 264 Nachschlagewerken von 1700 bis 1910. 1986 erschien ein gedruckter Index als Deutscher Biographischer Index.
Fortgesetzt wurde das DBA 1989–1993 mit einer neuen Folge (DBA Neue Folge oder DBA II). Eine dritte Reihe mit biographischen Artikel aus Nachschlagewerken von 1960 bis 1999 erscheint seit 1999 (DBA III).
Das DBA ist in Form von Faksimile-Digitalisaten auch im Rahmen des biographischen Informationssystems World Biographical Information System Online (WBIS Online) kostenpflichtig zugänglich. Im Rahmen der von der DFG erworbenen WBIS-Nationallizenz steht das DBA öffentlich nicht frei zur Verfügung, die Datenbankausgabe kann aber innerhalb ausgewählter Staats- und Universitätsbibliotheken konsultiert werden.